# Служба за военно разузнаване на Израел
АМАН (на иврит: אמ"ן от на иврит: אגף המודיעין – Управление на военното разузнаване) е службата за военно разузнаване на Израел, която е създадена в 1950 г. като част от Израелските отбранителни сили.
АМАН е независима служба и заедно с ШАБАК и Мосад е една от трите основни израелски специални служби. Подчинена е непосредствено на министър-председателя на Израел. Щатът ѝ е 7000 души.
Също така отговаря за защитата и развитието на шифрите и кодовете за класифицирана информация на специалните служби, както и радиоелектронното разузнаване. Поделя се на два департамента – общовойскова Хел Модин и сухопътна Модин Саде.